# Johann Ludtring
Johann Ludtring (* vor 9. August 1628 (Taufe); † 31. Juli 1688 in Nürnberg) war ein Zirkelschmied, Mechaniker und Instrumentenmacher. 
Ludtring fertigte 1680 nach den Anweisungen von Georg Christoph Eimmart ein kopernikanisches Planetarium, welches heute in der Ausstellung des germanischen Nationalmuseums auf der Nürnberger Burg besichtigt werden kann. In der Vestnertorbastei der Nürnberger Burg befand sich auch die Eimmart-Sternwarte, für welche Johann Ludtring Instrumente anfertigte, u. a. ein Trient. 2008 wurde eine Straße in der Nähe des Wöhrder Sees in Nürnberg nach ihm benannt.
| Personendaten    | Personendaten                                              |
| ---------------- | ---------------------------------------------------------- |
| NAME             | Ludtring, Johann                                           |
| KURZBESCHREIBUNG | deutscher Zirkelschmied, Mechaniker und Instrumentenmacher |
| GEBURTSDATUM     | getauft 9. August 1628                                     |
| STERBEDATUM      | 31. Juli 1688                                              |
| STERBEORT        | Nürnberg                                                   |